# Phyllodromica coniformis
Phyllodromica coniformis är en kackerlacksart som beskrevs av Bohn 1993. Phyllodromica coniformis ingår i släktet Phyllodromica och familjen småkackerlackor.
Artens utbredningsområde är Spanien. Inga underarter finns listade i Catalogue of Life.